# Bohumil Bača
Bohumil Bača (* 28. března 1943, Plavecký Mikuláš) je slovenský výtvarník, akademický malíř a pedagog.

## Životopis
Narodil se jako šestý z osmi dětí do rodiny mlynáře Vojtecha Bači. Rodina se vzápětí po jeho narození odstěhovala do Kút. Po maturitě na oboru grafiky střední Školy uměleckého průmyslu v Bratislavě dva roky pracoval jako reklamní grafik. V roce 1962 byl přijat na Vysokou školu výtvarných umění, kde studoval v oddělení monumentální malby u profesora Petera Matejky. Po absolvování v roce 1968 působil dva roky jako pedagog na Střední uměleckoprůmyslové škole v Kremnici, od roku 1972 byl svobodného povolání.
V roce 1995 založil v Bratislavě soukromou střední školu umění a designu, která dnes nese jeho jméno, a dlouho působil jako její zřizovatel. Mezi lety 1999 a 2006 byl předsedou Spolku výtvarníků Slovenska.
Se ženou Zdenou má dvě děti, Bohunku a Dalibora.

## Dílo
Jeho díla jsou zastoupena ve sbírkách Slovenské národní galerie, Galerie města Bratislavy, galerií v Žilině, Nitře, Senici nebo Hodoníně.

### Výstavy
- 2023 – Bohumil Bača: Premeny/Transformations (samostatná výstava), Bratislavský hrad
- 2003 – Větší formáty, Pálffyho palác, Bratislava[6]